# Oguchi Onyewu
Oguchialu Chijioke Goma Lambu Onyewu zkráceně Oguchi Onyewu (13. května 1982, Washington, D.C., USA) byl americký fotbalový obránce. Během své hráčské kariéry vyhrál dva tituly v belgické lize. Za reprezentaci USA se zúčastnil dvou šampionátů MS a čtyř turnajů ZP. Po hráčské kariéře se začal věnovat trenéřině. V sezoně 2020/21 vede jako trenér B tým Orlando City SC.

## Přestupy
- z Standard Lutych do AC Milan zadarmo
- z AC Milan do Sporting Lisabon zadarmo

## Statistika
| Sezóna  | Klub                   | Liga             | Liga   | Liga | Ligové poháry | Ligové poháry | Ligové poháry | Kontinentální poháry | Kontinentální poháry | Kontinentální poháry | Celkem | Celkem |
| Sezóna  | Klub                   | Soutěž           | Zápasy | Góly | Soutěž        | Zápasy        | Góly          | Soutěž               | Zápasy               | Góly                 | Zápasy | Góly   |
| ------- | ---------------------- | ---------------- | ------ | ---- | ------------- | ------------- | ------------- | -------------------- | -------------------- | -------------------- | ------ | ------ |
| 2002/03 | FC Méty                | Ligue 2          | 3      | 0    | FLP           | 2             | 0             | -                    | 0                    | 0                    | 5      | 0      |
| 2003/04 | RAA Louviéroise        | Jupiler League   | 24     | 1    | -             | 0             | 0             | UEFA                 | 2                    | 0                    | 26     | 1      |
| 2004/05 | Standard Lutych        | Jupiler League   | 30     | 3    | BP            | 2             | 0             | UEFA                 | 6                    | 1                    | 38     | 4      |
| 2005/06 | Standard Lutych        | Jupiler League   | 29     | 2    | BP            | 6             | 1             | -                    | 0                    | 0                    | 35     | 3      |
| 2006/07 | Standard Lutych        | Jupiler League   | 15     | 1    | BP            | 1             | 0             | LM+UEFA              | 1*+2                 | 0*+0                 | 19     | 1      |
| 2007    | Newcastle United       | Premier League   | 11     | 0    | -             | 0             | 0             | -                    | 0                    | 0                    | 11     | 0      |
| 2007/08 | Standard Lutych        | Jupiler League   | 33     | 2    | BP            | 5             | 0             | UEFA                 | 3                    | 1                    | 41     | 3      |
| 2008/09 | Standard Lutych        | Jupiler League   | 34     | 3    | BP+BS         | 1+1           | 0+2           | LM+UEFA              | 1*+8                 | 0*+1                 | 45     | 6      |
| 2009/10 | AC Milán               | Serie A          | 0      | 0    | IP            | 0             | 0             | LM                   | 1                    | 0                    | 1      | 0      |
| 2010/11 | AC Milán               | Serie A          | 0      | 0    | IP            | 0             | 0             | LM                   | 0                    | 0                    | 0      | 0      |
| 2011    | FC Twente              | Eredivisie       | 8      | 0    | NP            | 1             | 0             | EL                   | 5                    | 0                    | 14     | 0      |
| 2011/12 | Sporting CP            | Primeira Liga    | 17     | 4    | PP+PLP        | 6+3           | 0+1           | EL                   | 5                    | 0                    | 31     | 5      |
| 2012/13 | Málaga CF              | Primera División | 2      | 0    | ŠP            | 4             | 2             | LM                   | 3                    | 0                    | 9      | 2      |
| 2013/14 | Queens Park Rangers FC | EFL Championship | 0      | 0    | -             | 0             | 0             | -                    | 0                    | 0                    | 0      | 0      |
| 2014    | Sheffield Wednesday FC | EFL Championship | 18     | 0    | AP            | 1             | 1             | -                    | 0                    | 0                    | 19     | 1      |
| 2014/15 | Charlton Athletic FC   | EFL Championship | 3      | 0    | AP            | 0             | 0             | -                    | 0                    | 0                    | 3      | 0      |
| 2017    | Philadelphia Union     | MLS              | 5      | 0    | -             | 0             | 0             | -                    | 0                    | 0                    | 5      | 0      |
| Celkově | Celkově                | Celkově          | 227    | 16   | -             | 33            | 7             | -                    | 37                   | 3                    | 297    | 26     |

## Úspěchy

### Klubové
- 2× vítěz belgické ligy (2007/08, 2008/09)
- 1× vítěz nizozemského poháru (2010/11)
- 1× vítěz belgického superpoháru (2008)

### Reprezentační
- 2× na MS (2006, 2010)
- 1× na MS 20 (2001)
- 4× na ZP (2005 - zlato, 2007 - zlato, 2011 - stříbro, 2013 - zlato)
- 1× na Konfederační pohár (2009 - stříbro)

### Individuální
- 1× Americký fotbalista roku (2006)
- 1× Nejlepší zahraniční hráč ligy (2004/05)
- All Stars Ligy (2004/05, 2007/08)
- All Stars Team ZP (2005)